# Банківське об'єднання
Згідно з українським законодавством (див. статті 9 — 13 Закону України «Про банки та банківську діяльність» від 7 грудня 2000 року (зі змінами)) банки мають право створювати банківські об'єднання таких типів як банківська корпорація, банківська холдингова група, фінансова холдингова група. Банк може бути учасником лише одного банківського об'єднання.
Учасники банківського об'єднання:
- несуть відповідальність за зобов'язаннями інших його учасників відповідно до укладеного між ними договору;
- можуть вийти з його складу зі збереженням взаємних зобов'язань та умов укладених договорів з іншими суб'єктами господарювання.

Банківське об'єднання створюється за попередньою згодою НБУ та підлягає державній реєстрації.
Ліквідується за рішенням його учасників або з ініціативи НБУ за рішенням суду у разі, якщо діяльність такого банківського об'єднання суперечить антимонопольному законодавству України або загрожує інтересам вкладників банків чи стабільності банківської системи. Ліквідація банківського об'єднання не припиняє діяльності банків — його учасників. Банківські спілки та асоціації не підпадають під такі правила.

## Види та характеристика банківських об'єднань
|                | Банківська корпорація | Банківська холдингова група | Фінансова холдингова група | Банківська спілка/ асоціація (нетипове банківське об'єднання) |
| -------------- | --- | --- | --- | --- |
| Характеристика | - має статус юридичної особи (банка); - засновується та складається з банків; - члени корпорації передають їй повноваження на здійснення окремих операцій; - члени корпорації забезпечують централізацію виконання окремих функцій. | - складається виключно з банків; - материнському банку холдингу має належати ≥ 50% паїв або голосів кожного з його дочірніх банків (але не навпаки). | - складається переважно або виключно з установ, що надають фінансові послуги; - щонайменше один банк-член; материнська компанія є фінансовою установою; - материнській компанії має належати ≥ 50% паїв або голосів кожного з учасників групи (але не навпаки). | Асоціація або спілка банків є договірним неприбутковим об'єднанням банків і не має права втручатися у діяльність банків-членів асоціації.                                                                                     |
| Мета створення | - концентрація капіталів членів корпорації; - підвищення їх загальної ліквідності та платоспроможності, - забезпечення координації та нагляду за їх діяльністю.                                                                     | - на головний банк групи покладаються додаткові організаційні функції; - створення системи управління спільною діяльністю.                           | - на головний банк групи покладаються додаткові організаційні функції; - створення системи управління спільною діяльністю. | Захист та представлення інтересів своїх членів, розвиток міжрегіональних та міжнародних зв'язків, забезпечення наукового та інформаційного обміну і професійних інтересів, розробка рекомендацій щодо банківської діяльності. |